# 勝家站
勝家站（英語：Singer railway station）是一個位於蘇格蘭西敦巴頓郡克萊德班克的鐵路站，由蘇格蘭鐵路管理，服務路線為北克萊德線和阿蓋爾線。

## 歷史

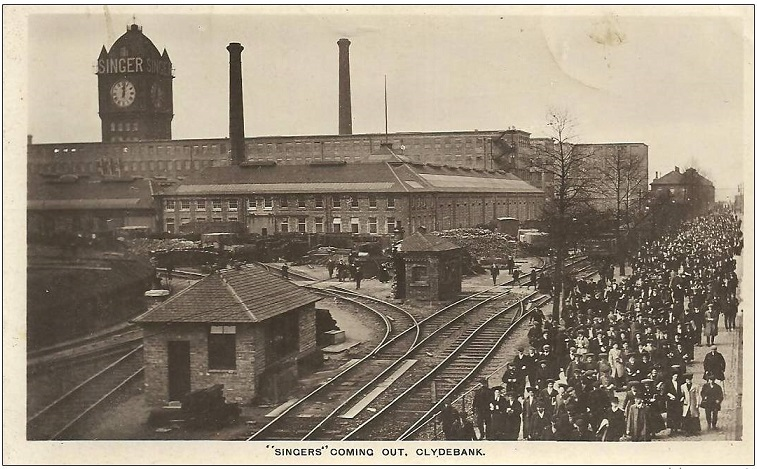
勝家衣車工廠

車站於1907年啟用，取名位於附近的大型勝家衣車工廠。車站曾一度擁有六個港灣式月台，為工廠工人列車提供停泊地，月台在1967年隨著工廠結業而拆除。車站亦是離基爾鮑伊公園球場最近的車站，該球場是克萊德班克足球會 (1965年)的主場，直至2002年球會才解散。

## 服務
逄星期一至六，勝家站每半小時便有一班北克萊德線和阿蓋爾線的列車服務，目的地包括艾尔德里站、巴勒赫站、达尔缪尔站和拉克霍尔站。每天早上繁忙時間亦有一班從奧本開出的列車途經此站，開往格拉斯哥皇后站。
星期日則每半小時有一班北克萊德線開往格拉斯哥皇后站，終點站為愛丁堡威瓦利站和海倫斯堡中央站。